# Damir Ismagulov
Damir Ismagulov (kazajo: Дамир Амангелдіұлы Исмағұлов; 3 de febrero de 1991, Oremburgo, Rusia) es un artista marcial mixto ruso, que compite en la división de peso ligero. Anteriormente compitió en el  Ultimate Fighting Championship y fue el ex campeón mundial de peso ligero de M-1 Global.

## Antecedentes
De niño jugaba al fútbol, era aficionado a la equitación y se probaba a sí mismo en el atletismo de pista y campo. Posteriormente, se trasladó a Oremburgo para la residencia permanente, la inscripción en el Instituto de Cultura Física y Deportes de la Universidad Pedagógica Estatal de Orenburg. Como estudiante, se dedicó a varios tipos de artes marciales, cumplió con las normas de un maestro de los deportes en el combate universal y en el combate cuerpo a cuerpo del ejército. Desde 2011, jugó en MMA a nivel amateur, en 2014, después de ganar la Copa de Rusia, fue galardonado con el título de Maestro de Deportes en las artes marciales mixtas.

## Carrera en artes marciales mixtas

### M-1 Global
Ismagulov fue campeón de peso ligero de M-1 Global tras vencer a Pedro Eugenio Granjo en un combate de M1, el campeón de Asia contra el campeón de España, ganando Ismagulov, abriendosé así camino al título mundial contra MMA Maxim Divnich en el combate por el título. Después de defender el campeonato de peso ligero M-1 dos veces, derrotando a luchadores como Raul Tutarauli y Artem Damkovsky, firmó un contrato con la UFC.

### Ultimate Fighting Championship
Ismagulov hizo su debut en la promoción el 2 de diciembre de 2018 en UFC Fight Night: dos Santos vs. Tuivasa contra Alex Gorgees. Ganó el combate por decisión unánime.
Ismagulov se enfrentó a Joel Álvarez el 23 de febrero de 2019 en UFC Fight Night: Błachowicz vs. Santos. Ganó el combate por decisión unánime.
Ismagulov se enfrentó a Thiago Moisés el 31 de agosto de 2019 en UFC Fight Night: Andrade vs. Zhang. Ganó el combate por decisión unánime.
Ismagulov se enfrentó a Rafael Alves el 22 de mayo de 2021 en UFC Fight Night: Font vs. Garbrandt. Ganó el combate por decisión unánime.
Se espera que Ismagulov se enfrente a Magomed Mustafaev el 30 de octubre de 2021 en UFC 267. Sin embargo, en el pesaje, Ismagulov pesó en 163.5 libras, fallando el peso por 7.5 libras, la pelea luego fue cancelada por UFC.
Ismagulov enfrentó a Guram Kutateladze el 18 de junio de 2022 en UFC on ESPN: Kattar vs. Emmett. Ganó la pelea por una cerrada decisión dividida.
Ismagulov está programado para enfrentar a Arman Tsarukyan el 17 de diciembre de 2022, en UFC Fight Night 216.
Ismagulov se enfrentó a Grant Dawson el 1 de julio de 2023 en UFC on ESPN 48.  Perdió la pelea por decisión unánime. 
El 20 de julio de 2023 se anunció que Ismagulov había completado su contrato y no fue renovado. 

## Campeonatos y logros

### Artes marciales mixtas
- M-1 Global
  - Campeonato de Peso Ligero de M-1 Global (tres veces)[5][6][7]
  - Luchador del año 2017 de M-1 Global[7]

## Récord en artes marciales mixtas
| Resultado | Récord | Oponente                    | Método                                 | Evento                                        | Fecha                    | Ronda | Tiempo | Localización      | Notas                                                                  |
| --------- | ------ | --------------------------- | -------------------------------------- | --------------------------------------------- | ------------------------ | ----- | ------ | ----------------- | ---------------------------------------------------------------------- |
| Derrota   | 24-3   | Grant Dawson                | Decisión (unánime)                     | UFC on ESPN: Strickland vs. Magomedov         | 1 de julio de 2023       | 3     | 5:00   | Las Vegas, Nevada |                                                                        |
| Derrota   | 24-2   | Arman Tsarukyan             | Decisión (unánime)                     | UFC Fight Night: Cannonier vs. Strickland     | 17 de diciembre de 2022  | 3     | 5:00   | Las Vegas, Nevada |                                                                        |
| Victoria  | 24-1   | Guram Kutateladze           | Decisión (dividida)                    | UFC on ESPN: Kattar vs. Emmett                | 18 de junio de 2022      | 3     | 5:00   | Austin, Texas     |                                                                        |
| Victoria  | 23-1   | Rafael Alves                | Decisión (unánime)                     | UFC Fight Night: Font vs. Garbrandt           | 22 de mayo de 2021       | 3     | 5:00   | Las Vegas, Nevada |                                                                        |
| Victoria  | 22-1   | Thiago Moisés               | Decisión (unánime)                     | UFC Fight Night: Andrade vs. Zhang            | 31 de agosto de 2019     | 3     | 5:00   | Shenzhen          |                                                                        |
| Victoria  | 21-1   | Joel Álvarez                | Decisión (unánime)                     | UFC Fight Night: Błachowicz vs. Santos        | 23 de febrero de 2019    | 3     | 5:00   | Praga             |                                                                        |
| Victoria  | 20-1   | Alex Gorgees                | Decisión (unánime)                     | UFC Fight Night: dos Santos vs. Tuivasa       | 2 de diciembre de 2018   | 3     | 5:00   | Adelaida          |                                                                        |
| Victoria  | 19-1   | Artem Damkovsky             | TKO (lesión en la mano)                | M-1 Challenge 94                              | 15 de junio de 2018      | 1     | 3:53   | Oremburgo         | Defendió el Campeonato de Peso Ligero de M-1.                          |
| Victoria  | 18-1   | Raul Tutarauli              | Decisión (unánime)                     | M-1 Challenge 88                              | 22 de febrero de 2018    | 5     | 5:00   | Moscú             | Defendió el Campeonato de Peso Ligero de M-1.                          |
| Victoria  | 17-1   | Rogério Matias da Conceição | Decisión (unánime)                     | M-1 Challenge 85                              | 10 de noviembre de 2017  | 3     | 5:00   | Moscú             |                                                                        |
| Victoria  | 16-1   | Maxim Divnich               | TKO (puñetazos)                        | M-1 Challenge 78                              | 26 de mayo de 2017       | 5     | 4:47   | Oremburgo         | Ganó el vacante Campeonato de Peso Ligero de M-1.                      |
| Victoria  | 15-1   | Morgan Heraud               | TKO (puñetazos)                        | M-1 Challenge 74                              | 18 de febrero de 2017    | 3     | 1:31   | San Petersburgo   | Combate de peso acordado (159 libras).                                 |
| Victoria  | 14-1   | Murat Bakhtorazov           | TKO (puñetazos)                        | Alash Pride FC: Zhekpe Zhek                   | 15 de diciembre de 2016  | 1     | 3:52   | Alma Ata          | Ganó el torneo de Peso Ligero de Alash Pride FC.                       |
| Victoria  | 13-1   | Aibek Nurseit               | TKO (puñetazos)                        | Alash Pride FC: Zhekpe Zhek                   | 15 de diciembre de 2016  | 1     | 4:03   | Alma Ata          | Semifinales del torneo de Peso Ligero de Alash Pride FC.               |
| Victoria  | 12-1   | Temirlan Aysadilov          | TKO (puñetazos)                        | Alash Pride FC: Zhekpe Zhek                   | 15 de diciembre de 2016  | 2     | 2:49   | Alma Ata          | Cuartos de final del torneo de Peso Ligero de Alash Pride FC.          |
| Victoria  | 11-1   | Rubenilton Pereira          | Decisión (unánime)                     | M-1 Challenge 72                              | 18 de noviembre de 2016  | 3     | 5:00   | Moscú             | Combate de peso acordado (161 libras). Pelea de la Noche.              |
| Victoria  | 10-1   | Ilias Chyngyzbek            | Decisión (unánime)                     | Naiza FC 6                                    | 16 de septiembre de 2016 | 5     | 5:00   | Aktau             | Combate de peso acordado (161 libras).                                 |
| Victoria  | 9-1    | Raul Tutarauli              | TKO (puñetazos)                        | M-1 Challenge 66                              | 27 de mayo de 2016       | 3     | 3:49   | Oremburgo         | Pelea de la Noche.                                                     |
| Victoria  | 8-1    | Vyacheslav Ten              | Sumisión (estrangulamiento por detrás) | M-1 Challenge 65                              | 8 de abril de 2016       | 1     | 2:31   | San Petersburgo   |                                                                        |
| Victoria  | 7-1    | Gennady Sysoev              | TKO (sumisión a puñetazos)             | Scythian Gold: MMA Fight Night                | 4 de marzo de 2016       | 3     | N/A    | Oremburgo         |                                                                        |
| Victoria  | 6-1    | Javier Fuentes              | TKO (puñetazos)                        | OMMAF: Scythian Gold 2015                     | 21 de noviembre de 2015  | 1     | N/A    | Oremburgo         |                                                                        |
| Derrota   | 5-1    | Ramazan Esenbaev            | Decisión (unánime)                     | M-1 Challenge 61                              | 20 de septiembre de 2015 | 3     | 5:00   | Nazrán            |                                                                        |
| Victoria  | 5-0    | Pedro Eugenio Granjo        | TKO (puñetazos)                        | M-1 Challenge 59                              | 3 de julio de 2015       | 1     | 2:53   | Nur-sultán        | Combate de peso acordado (156.5 libras); Ismagulov no alcanzó el peso. |
| Victoria  | 4-0    | Sergei Andreev              | Decisión (unánime)                     | M-1 Challenge 57                              | 2 de mayo de 2015        | 3     | 5:00   | Oremburgo         |                                                                        |
| Victoria  | 3-0    | Faud Aliev                  | Decisión (unánime)                     | Kazakhstan MMA Federation: Battle of Nomads 3 | 11 de abril de 2015      | 3     | 5:00   | Oral              |                                                                        |
| Victoria  | 2-0    | Eldar Magomedov             | TKO (puñetazos)                        | Kazakhstan MMA Federation: Battle of Nomads 2 | 30 de noviembre de 2014  | 1     | 4:32   | Alma Ata          |                                                                        |
| Victoria  | 1-0    | David Bácskai               | TKO (puñetazos)                        | OMMAF: Scythian Gold 2014                     | 18 de octubre de 2014    | 1     | 3:57   | Oremburgo         | Debut en el peso ligero.                                               |